# 浄捷寺
浄捷寺（じょうしょうじ）は、埼玉県草加市にある浄土宗の寺院。

## 歴史
寛永年間（1624年 - 1644年）、学蓮社直誉によって開山された。当初は「浄往寺」という名称であった。
1923年（大正12年）の関東大震災で焼失した浅草吉野町の「浄生院」を昭和初期に合併した際に、「浄捷寺」に改称した。「捷」という漢字は「勝」と同義で、当時の世相（軍国主義）を反映したものである。なお、現本尊は旧浄生院のものを使用しており、旧浄往寺時代の旧本尊は本堂の別間に安置している。

## 交通アクセス
- 草加駅より徒歩8分。